# Demetrius Pinder
Demetrius Pinder (né le 13 février 1989 à Grand Bahama) est un athlète bahaméen spécialiste du 400 mètres.

## Biographie
Il se distingue en 2010 en remportant le titre senior du 400 m des Championnats des Bahamas, devançant avec le temps de 45 s 21 son compatriote Chris Brown. Il participe aux Championnats NACAC des moins de vingt-trois ans de Miramar, en Floride où il se classe troisième du 400 m et deuxième du relais 4 × 400 m. Il remporte également la médaille d'argent du 4 × 400 m lors des Jeux d'Amérique centrale et des Caraïbes de Mayagüez. 
Étudiant à l'Université Texas A&M, il décroche le titre NCAA en salle du 400 m en établissant un nouveau record des Bahamas en 45 s 33. Fin juin 2011 à Freeport, Demetrius Pinder descend pour la première fois de sa carrière sous les 45 secondes au 400 m en réalisant le temps de 44 s 78, troisième meilleure performance mondiale de l'année.
En août 2012, lors des Jeux olympiques de Londres, Demetrius Pinder remporte la médaille d'or du relais 4 × 400 m aux côtés de Chris Brown, Michael Mathieu et Ramon Miller. L'équipe des Bahamas, qui établit un nouveau record national en 2 min 56 s 72, devance les États-Unis et Trinité-et-Tobago.

## Palmarès
| Date | Compétition                              | Lieu     | Résultat | Épreuve   |
| ---- | ---------------------------------------- | -------- | -------- | --------- |
| 2010 | Jeux d'Amérique centrale et des Caraïbes | Mayagüez | 2e       | 4 × 400 m |
| 2012 | Championnats du monde en salle           | Istanbul | 2e       | 400 m     |
| 2012 | Jeux olympiques                          | Londres  | 7e       | 400 m     |
| 2012 | Jeux olympiques                          | Londres  | 1er      | 4 × 400 m |
| 2014 | Relais mondiaux de l'IAAF                | Nassau   | 2e       | 4 × 400 m |

## Records
| Épreuve       | Performance | Lieu            | Date         |
| ------------- | ----------- | --------------- | ------------ |
| 400 m         | 44 s 77     | Nassau          | 23 juin 2012 |
| 400 m (salle) | 45 s 33     | College Station | 12 mars 2011 |